# Henry Moody
Henry Michael Moody (Welshampton, 1898 – Seahurst Park, 23 aprile 1931) è stato un aviatore inglese.
Il Flight Lieutenant Henry Michael Moody è stato un Asso dell'aviazione della prima guerra mondiale britannico accreditato con otto vittorie aeree. Il suo sesto trionfo fu contro l'asso tedesco Alwin Thurm. Ha prestato servizio nella Royal Air Force nel dopoguerra, fino a quando non è morto in un incidente aereo nel 1931.

## Biografia
Henry Michael Moody è nato a Welshampton, vicino a Ellesmere (Regno Unito), nello Shropshire, uno dei gemelli del reverendo Henry Moody, vicario di Welshampton e Rural Dean di Ellesmere (Regno Unito) e sua moglie Evelyn. Suo fratello gemello, il secondo tenente Charles Angelo Moody, prestò servizio nella No. 1 Squadron RFC, ed è stato ucciso in Belgio il 21 agosto 1917, a 18 anni, ed è sepolto a Tyne Cot di Ypres.

### Prima guerra mondiale
Henry Moody fu assegnato come sottotenente temporaneo (in prova) nel Royal Flying Corps, fu nominato flying officer il 21 giugno 1917 e confermato al suo rango l'8 agosto.
Moody è stato assegnato al No. 45 Squadron RAF, operante nel nord della Francia sul caccia monoposto Sopwith Camel. Ha ottenuto la sua prima vittoria aerea il 4 settembre guidando 'fuori controllo' un velivolo da ricognizione di Tipo C a nord-est di Comines-Warneton. Ha ripetuto questa impresa l'11 settembre a Westroosebeke, poi il 20 settembre ha condiviso l'abbattimento di un terzo tipo C su Passchendaele con i secondi luogotenenti Emerson Smith e Raymond Brownell. Il 13 novembre Moody forzò a terra uno Junkers J.I a nord-est di Comines, prima che il suo squadron fosse trasferito sul fronte italiano. Lì, la mattina del 31 dicembre, forzò un Albatros D.III sopra Pieve di Soligo e 45 minuti dopo lui e Brownell forzarono a terra un Albatros D.V vicino ad Asolo, uccidendo il pilota, l'asso tedesco Alwin Thurm. L'11 gennaio 1918 Moody abbatte un Albatros D.III su Corbolone ed il 30 gennaio un altro su Susegana per la sua ottava ed ultima vittoria.
Il 10 aprile 1918 Moody fu nominato capitano temporaneo e nel settembre del 1918 fu gli fu conferito il premio della Military Cross. La sua citazione diceva:
Secondo luogotenente provvisorio Henry Michael Moody, Elenco generale e Royal Flying Corps.
"Per la prodigiosa galanteria e la devozione al dovere nei principali pattugliamenti, ha abbattuto quattro aerei nemici, mettendone tre fuori controllo, ha inoltre effettuato con successo numerose pattugliamenti a bassa quota, ricognizioni fotografiche e scorte ed ha in tutte le occasioni mostrato uno spirito molto raffinato di slancio e determinazione."

### Il dopoguerra
Moody rimase nella Royal Air Force dopo la fine della guerra e dal 1º maggio 1919 fu nuovamente nominato capitano temporaneo. Il 1º agosto gli fu assegnata un incarico permanente nella RAF con il grado di tenente.
Il 2 agosto 1922 sposò Austin Robina "Bobbie" Horn, la più giovane figlia di Mr. and Mrs. C. A. Horn, di Beaumont, Baliato di Jersey ed Adelaide (Australia), nella chiesa di Saint Brélade, Jersey.
Moody fu inviato al No. 28 Squadron RAF con sede in India il 30 agosto 1923 ed il 1º gennaio 1924 ricevette la promozione da flying officer a flight lieutenant. Alla fine tornò in Inghilterra, trasferito all'Home Establishment e fu inviato al deposito di RAF Uxbridge, 24,1 km ad ovest-nord-ovest da Charing Cross, il 10 gennaio 1927, poi alla Electrical and Wireless School di RAF Flowerdown, nell'Hampshire l'11 maggio. Il 30 marzo 1931 Moody fu trasferito al quartier generale della Fighting Area di Uxbridge.

### Morte
Il 23 aprile 1931 Moody fungeva da pilota del vice-maresciallo dell'Aria, Felton Vesey Holt, Air Officer Commanding, Fighting Area, Air Defence of Great Britain. Moody, Holt ed il tenente dell'ADC E. H. Bellairs di Holt erano volati alla RAF Tangmere, 5 km ad est di Chichester, in due biplani de Havilland DH.60 Moth appartenenti al No. 24 (Communication) Squadron, con sede a RAF Northolt, 3,7 km da Uxbridge, in un giro di ispezione. Dopo aver lasciato Tangmere, Bellairs è partito per primo, seguito da Moody e Holt. Dopo sei minuti, ad un'altitudine di circa 1.500 piedi (460 m), gli Armstrong Whitworth Siskin del No. 43 (Fighter) Squadron, si stavano preparando ad atterrare e videro l'aereo di Bellairs. Scambiandolo per il loro comandante e non vedendo l'aereo di Moody, si lanciarono in segno di saluto e l'aereo del sergente Charles George Wareham e Moody si staccò dalle ali.
Il Moth di Moody è andato in un giro, che ha corretto, ma poi è andato in una picchiata quando era troppo in basso per fuggire. Holt ha tentato di scappare usando il suo paracadute, ma era troppo basso perché potesse aprirsi completamente, mentre Moody rimaneva nell'aereo fino a quando non si è schiantato in un fitto bosco vicino a Seahurst Park, nel Sussex. Moody e Holt morirono all'istante. Il sergente Wareham rimase illeso e riuscì ad atterrare in sicurezza a Tangmere. Un'inchiesta ha emesso un verdetto di morte accidentale ed ha aggiunto che nessuna colpa è attribuita a nessuno nello squadron.
Henry Michael Moody e suo fratello Charles Angelo Moody sono entrambi commemorati nel monumento ai caduti nella chiesa di St Michael & All Angels a Welshampton.